# Devics
Devics — американская инди-рок группа из Лос-Анджелеса, штат Калифорния.

## История
Коллектив был основан в 1996 году американским композитором и пианистом Дастином О’Хэллораном и американской певицей гавайского происхождения Сарой Лов. Тогда же Devics на собственные средства записали и выпустили дебютный альбом Buxom, который был замечен руководством лейбла Splinter Records.
В 1998 году вышел второй альбом, If You Forget Me.... Остаток 1990-х группа экспериментировала со своим музыкальным стилем, добившись атмосферного, меланхоличного звучания.
В 2000 году вышел мини-альбом The Ghost in the Girl, который принёс Devics контракт с независимым британским лейблом Bella Union.
В 2001 году коллектив выпустил третий студийный альбом, My Beautiful Sinking Ship, получивший признание у критиков. Рецензент Allmusic Тим ДиГрэвин, прослушав альбом, отметил в нём влияние широкого спектра музыкальных стилей: шугейза, игривого кабаре, напыщенного пост-рока, барного джаз-пиано, в целом, сравнив пластинку Devics с записями Nick Cave and the Bad Seeds. Корреспондент Sputnikmusic Алекс Робертсон, в свою очередь, оценил в My Beautiful Sinking Ship поразительно глубокую меланхолию.
В 2003 году Devics выпустили свой первый сингл «Red Morning», второй мини-альбом Ribbons и четвёртую полноформатную пластинку The Stars at Saint Andrea. Альбом повторил успех своего предшественника. Обозреватель Allmusic Гленн Эстарита похвалил нежный, мечтательный вокал Сары Лов и новые эксперименты со звучанием, на которые группа пошла, несмотря на ущерб в коммерческой составляющей. Автор BBC Music Аннабель Каултон отметила кинематографичность музыки Devics, вызывающую в воображении классические нуар-образы.
В 2005 году вышел ещё один мини-альбом, Distant Radio, а год спустя — последняя на сегодняшний день полноценная студийная запись Push the Heart. По мнению Тима ДиГрэвина, она уступает предыдущим работам Devics за счёт отхода коллектива от их привычной ночной атмосферы. Алекс Робертсон разделил точку зрения своего коллеги, описав Push the Heart как приятный альбом, но не более того. Рецензент PopMatters Дианна Соул, напротив, высоко оценила новую пластинку, написав, что первые три записи Devics были весьма непоследовательны, тогда как последний альбом отличается спокойствием и согласованностью, схожей с подведением итога.

## Дискография
Студийные альбомы
- 1996 — Buxom (самиздат)
- 1998 — If You Forget Me...
- 2001 — My Beautiful Sinking Ship
- 2003 — The Stars at Saint Andrea
- 2006 — Push the Heart

Прочее
- 2000 — The Ghost in the Girl (мини-альбом)
- 2003 — «Red Morning» (сингл)
- 2003 — Ribbons (мини-альбом)
- 2005 — Distant Radio (мини-альбом)

## Состав
- Сара Лов — вокал
- Дастин О’Хэллоран — гитара, клавишные
- Теодор Лискински — бас-гитара
- Эван Шнебл — ударные
- Эд Максвел — контрабас